# Patrick Ortlieb
Patrick Ortlieb, född den 20 maj 1967 i Bregenz, Österrike, är en österrikisk utförsåkare.
Han tog OS-guld i herrarnas störtlopp i samband med de olympiska utförstävlingarna 1992 i Albertville.